# Friedrich Adam Wilhelm Barnutz
Friedrich Adam Wilhelm Barnutz (* 11. Dezember 1791 in Jever; † 10. Mai 1867 ebenda) war ein deutscher Maler.

## Biographie
Friedrich Adam Wilhelm Barnutz wurde als Sohn des im Dienst des Fürstentums Anhalt-Zerbst stehenden Schlosshauptmanns Johann Christian Barnutz (1750–1817) und seiner Ehefrau Metta geb. Friese (1766–1809), der Tochter eines jeverschen Kaufmanns, in Jever geboren. Er war das dritte von zehn Kindern. Die elterliche Wohnung, die über dem Burgtor des Schlosses Jever lag, das Schloss selbst sowie die umliegenden Befestigungsanlagen sollten sich später nachhaltig auf Barnutz’ Kunst auswirken.
Nach seiner Schulausbildung absolvierte Barnutz zunächst eine Lehre als Dekorationsmaler in Aurich, wo er die Grundlagen in Landschafts- und Porträtmalerei erlernte. 1810 kehrte er nach Jever zurück, das zu dieser Zeit zum Französischen Kaiserreich gehörte. Barnutz, der zeitlebens Autodidakt blieb, erhielt vermutlich durch persönliche Kontakte zu anderen Künstlern aus dem Oldenburger Land Anregungen, wie auch von Bildern des Oldenburger Hofmalers Johann Heinrich Wilhelm Tischbein. Er blieb aber künstlerisch ein Laie, der sein Werk teilweise auch mit humoristischen Inhalten versah. Eine kleine Sammlung seiner Werke befindet sich im Schloss Jever.
Die Spannbreite seines Schaffens reicht von Genrebildern der Biedermeierzeit über heimische Landschaftsgemälde bis zu Porträts. Zu seinen bekanntesten Bildern, die fast ausschließlich in Öl gemalt sind, gehören die Darstellungen „Der Auszug der Franzosen aus Jever im Jahre 1813“ und „Der Einritt der Kosaken in den Schloßhof zu Jever“, wobei das letztere Werk mehrfach entstand und als Zweitanfertigung auch im Landesmuseum Oldenburg ausgestellt ist.
Weiterhin malte er auch Moritatenbilder für Verleger in Hamburg und Bremen sowie kleine, auf Porzellan gesetzte Ansichten.
Barnutz’ kunsthandwerkliches Schaffen sowie sein Nachlass sind wissenschaftlich noch nicht bearbeitet.